# 米哈伊洛夫卡区 (滨海边疆区)

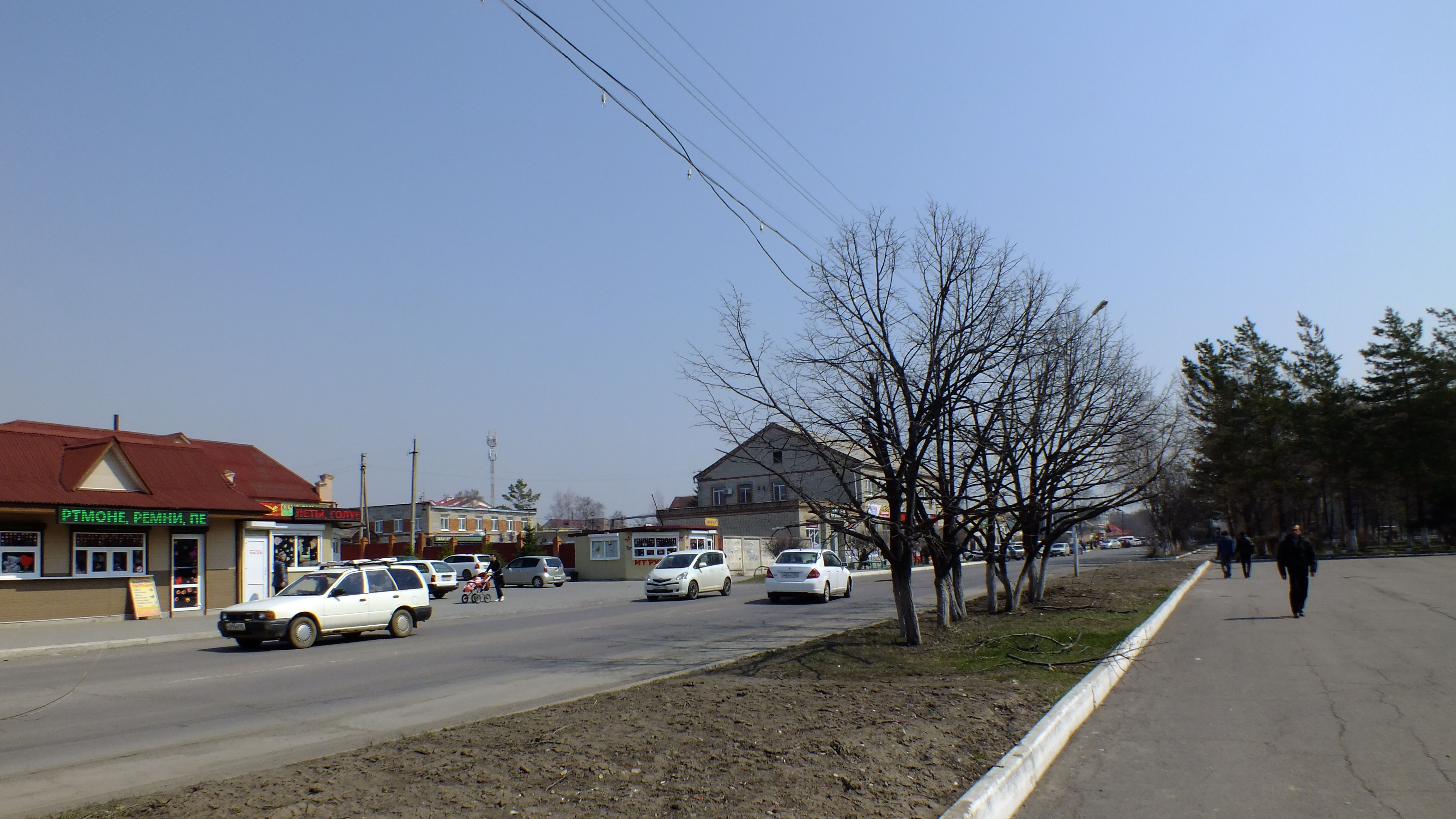

43°57′30″N 132°01′00″E / 43.95833°N 132.01667°E
米哈伊洛夫卡區（俄语：Михайловский район）是俄羅斯濱海邊疆區的一个行政区，位於俄罗斯東南部，行政中心为米哈伊洛夫卡村。该区总面积为2741.4平方公里（约1058.5平方英里），地形多样，拥有丰富的自然景观和资源。

## 历史
米哈伊洛夫卡区始建于1926年1月4日，以米哈伊洛夫卡村为行政中心。1963年2月，该区曾被撤销，并入乌苏里区。1965年1月，米哈伊洛夫卡区重新设立，中心仍设在米哈伊洛夫卡村。

## 地理位置与地形
米哈伊洛夫卡区位于滨海边疆区的西南部，从西北至东南延伸超过100公里，宽度超过20公里。该区与乌苏里城市区、阿努奇诺区、十月村区、霍罗利区、什科托沃区和切尔尼戈夫卡区相邻。
米哈伊洛夫卡区地貌多样，主要分为三大区域：
- 西北部：以普里汗卡伊低地为主，地势平坦，散布小型丘陵。最高点是特雷恰卡山（海拔210米），植被以森林草原为主。
- 中部：位于锡霍特山的山麓地带，河谷宽广，地形以前山平原和低山为主。海拔高度从440米（堪察加山）到795米（切尔纳亚山）不等。该地区的植被以阔叶林为主，平原部分还有农田。
- 东南部：属什科托沃高原，河谷狭窄且两岸陡峭，最高点为无名峰，海拔907米。这里的植被以混合林为主。

区内主要水系包括伊利斯塔亚河、巴拉巴希湖（面积约0.23平方公里）以及一处面积约1.4平方公里的水库。

## 行政结构与人口
米哈伊洛夫卡区下辖7个市政单位，包括1个城镇和6个农村聚居地，共有31个居民点。根据2010年人口普查，区内总人口为34,437人，人口密度约为每平方公里12.56人。主要的城市居民集中在新沙赫京斯基居民点，占总人口的24.67%。米哈伊洛夫卡村人口约占全区总人口的26.6%。

## 经济
米哈伊洛夫卡区的经济以工业和农业为主。主要工业部门包括燃料、电力、轻工业、食品、林业、印刷及建筑材料等行业。农业在该区经济中也占有重要地位，为当地提供了丰富的农产品。

## 著名人物
米哈伊洛夫卡区是苏联著名飞行王牌亚历山大·卡比斯科伊（Alexander Kobiskoy，1920–1950）的故乡，卡比斯科伊曾被授予苏联英雄称号。此外，吉尔吉斯斯坦政治家鲍里斯·西拉耶夫（Boris Silayev）也出生于该区。